# The Six Wives of Henry VIII - Live at Hampton Court Palace
The Six Wives of Henry VIII - Live at Hampton Court Palace è un album live di Rick Wakeman, tastierista del gruppo progressive inglese Yes, pubblicato nell'ottobre 2009 dalla Eagle Records. È stato pubblicato anche in versione DVD.

## Brani
- 1. Tudorture / "1485"
- 2. Catherine of Aragon
- 3. Kathryn Howard
- 4. Jane Seymour
- 5. Defender of the Faith
- 6. Katherine Parr
- 7. Anne of Cleves
- 8. Anne Boleyn
- 9. Tudorock

## Musicisti
- Rick Wakeman - tastiera / sintetizzatore / organo / keytar
- Dave Colquhoun - chitarra
- Jonathan Noyce - basso
- Adam Wakeman - tastiera / keytar
- Tony Fernandez - batteria
- Ray Cooper - percussioni
- Pete Rinaldi - chitarra acustica
- Brian Blessed - voce narrante
- Orchestra Europa
- Scott Ellaway - Direttore
- The English Chamber Choir